# Modérés (Danemark)
Pour les articles homonymes, voir Modérés.
Les Modérés (danois : Moderaterne) est un parti politique libéral danois de centre à centre droit, créé par l'ancien Premier ministre Lars Løkke Rasmussen, d'une scission du parti libéral Venstre en 2022.

## Historique

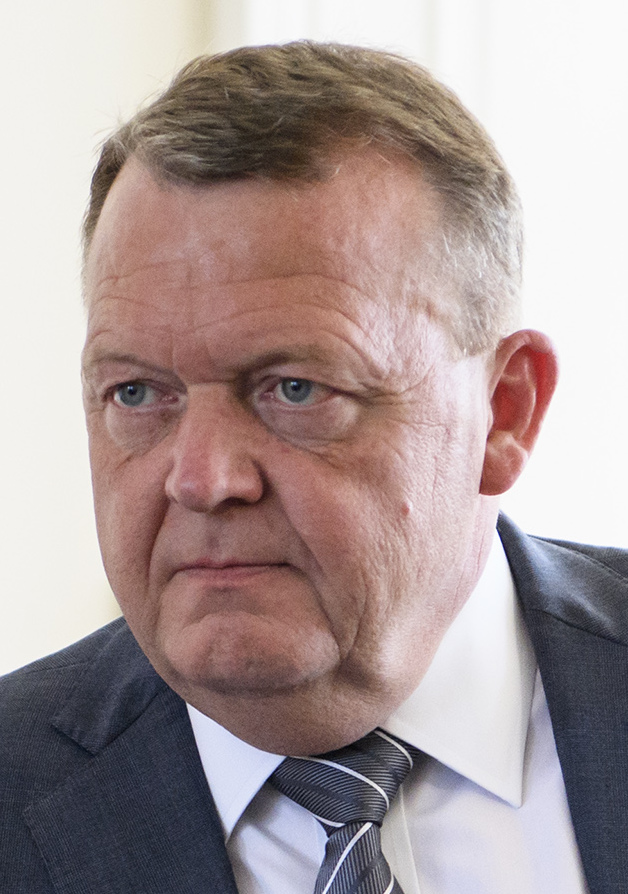
Lars Løkke Rasmussen.

La défaite du Parti libéral du Premier ministre sortant Lars Løkke Rasmussen aux élections législatives de juin 2019 provoque des tensions internes qui finissent par pousser Lars Løkke Rasmussen à démissionner de la présidence du parti fin août 2019. L'ancien ministre de l'Environnement Jakob Ellemann-Jensen est élu pour lui succéder le 21 septembre 2019 en l'absence d'opposants. Par la suite, Løkke Rasmussen fonde son propre parti, les « Modérés ». Le Parti libéral est durement affecté par cette crise interne : dans un sondage Gallup organisé en octobre 2022, il est ainsi donné à 13,2 % d'intentions de vote, soit une chute de dix points de pourcentage, tandis que les Modérés y sont crédités de 6,1 %.
Aux élections législatives anticipées organisées en novembre 2022, les Modérés arrivent en troisième position pour leur première participation électorale. S'affirmant en dehors des traditionnels « Bloc rouge » et « Bloc bleu », Lars Løkke Rasmussen espère alors obtenir la position de faiseur de rois dans le cas où aucun des deux blocs n'atteignait la majorité absolue. Si le Bloc rouge obtient finalement une courte majorité d'un siège, la Première ministre Mette Frederiksen réaffirme néanmoins sa volonté de former une large coalition au lendemain du scrutin, ouvrant la voix à un gouvernement de coalition incluant les Modérés,. Le parti conclut un accord de coalition avec les sociaux-démocrates et le Venstre, en vertu duquel il obtient cinq portefeuilles ministériels dans le gouvernement Frederiksen II, dont le ministère des Affaires étrangères pour Lars Løkke Rasmussen.
Au cours de la législature, un quart des députés élus sous l'étiquette des Modérés quittent le parti avec les départs successifs de Jon Stephensen, de Mike Fonseca, de Jeppe Søe et de Karin Liltorp,,,.

## Résultats électoraux

### Parlement
| Année | Voix    | %    | Rang | Mandats  | Gouvernement   |
| ----- | ------- | ---- | ---- | -------- | -------------- |
| 2022  | 327 699 | 9,27 | 3e   | 16 / 179 | Frederiksen II |

### Parlement européen
| Année | Voix    | %    | Rang | Sièges | Tête de liste | Groupe |
| ----- | ------- | ---- | ---- | ------ | ------------- | ------ |
| 2024  | 145 698 | 5,95 | 10e  | 1 / 15 | Stine Bosse   | Renew  |